# Xyris mello-barretoi
Xyris mello-barretoi är en gräsväxtart som beskrevs av Lyman Bradford Smith och Robert Jack Downs. Xyris mello-barretoi ingår i släktet Xyris och familjen Xyridaceae. Inga underarter finns listade i Catalogue of Life.